# Gabriel Falkenberg (1716–1782)
Gabriel Falkenberg af Trystorp, född 13 februari 1716 i Stockholm, död 24 februari 1782 i Årdala församling, Södermanlands län, var en svensk friherre och ämbetsman. 

## Biografi
Gabriel Falkenberg af Trystorp föddes 1716. Han var son till landshövdingen friherre Gabriel Falkenberg af Trystorp i Skaraborgs län och grevinnan Beata Margareta Douglas. Falkenberg bliev student vid Uppsala universitet och 28 februari 1732 vid Lunds universitet. Han blev 1736 rektor illustris vid Lunds akademi, 19 januari 1737 kammarherre och 1743 kammarherre hos kronprinsen Adolf Fredrik. Falkenberg lev 29 oktober 1746 lagman i Värmlands lagsaga och 3 juni 1748 landshövding i Skaraborgs län, efter sin fader. I oktober 1751 uppfördes Falkenberg som förslag till riksråd. Han utnämndes 5 december 1751 till riddare av Nordstjärneorden och blev 1761 landshövding i Västerås län, tog avsked därifrån 1763. Falkenberg utnämndes 28 maj 1772 till Kommendör med stora korset av Vasaorden, den första att få denna utmärkelse. Han avled 1782 på Stäringe i Årdala socken.

### Egendom
Falkenberg ägde Lagmansö i Vadsbro socken, Näs i Bärbo socken, Stäringe i Årdala socken och Stenhammars slott i Flens socken. Han bytte med kungligt tillstånd Odensviholms fideikommiss mot Lagmansö.

### Familj
Falkenberg gifte sig 3 november 1752 med sin kusin på modern s sida och sysslingen på faderns sida, friherrinnan Beata Catharina Ribbing af Zernava (1725–1792), dotter till presidenten friherre Conrad Ribbing af Zernava och grevinnan Ebba Charlotta Douglas. De fick tillsammans barnen Beata Charlotta Falkenberg (1753–1787) som var gift med sin faders sysslingsson, majoren friherre Adolf Fredrik Falkenberg af Trystorp och löjtnanten Gabriel Falkenberg (1756–1820).
Beata Catharina Ribbing besjungs i strofen av Olof von Dalin "Carin, som Stenhammar eger".

## Utmärkelser
- 1751 – Riddare av Nordstjärneorden[2]
- 1772 - Kommendör med stora korset av Vasaorden.[2]